# Penicillaria richardsoni
Penicillaria richardsoni là một loài bướm đêm trong họ Noctuidae.